# Toten Miyazaki
Tōten Miyazaki (japanska: 宮崎 滔天, Hepburn: Miyazaki Tōten) eller Torazō Miyazaki, född 1 januari 1871, död 6 december 1922, var en japansk filosof som hjälpte och stöttade Sun Yat-sen under Xinhairevolutionen. Medan Sun var i Japan hjälpte han Sun på hans resor eftersom han var efterlyst av myndigheterna i Qingdynastin.

## Biografi
Tōten Miyazaki registrerade Sun för sin säkerhet under namnet Nakayama (中山) på "Crane Hotel" (對鶴館). Detta namn skulle senare omvandlas till det mer populära kinesiska namnet Sun Zhongshan (孫中山). Den 7 september 1900 var Suns första utlandsbesök i Singapore för att rädda Miyazaki som arresterades där. Denna handling resulterade i hans egen arrestering och ett förbud från att besöka ön i fem år.[källa behövs]
Nanjing Historical Remains Museum of Chinese Modern History har bronsstatyer av Sun och Miyazaki placerade bredvid varandra.[källa behövs]